# فرودگاه آبی های‌گیت (جنوبی)
فرودگاه آبی های‌گیت (جنوبی) (به انگلیسی: Highgate (South) Aerodrome) یک فرودگاه همگانی است که یک باند فرود چمن دارد و طول باند آن ۴۷۹ متر است. این فرودگاه در کشور کانادا قرار دارد و در ارتفاع ۲۲۶ متری از سطح دریا واقع شده‌است.